# Giro d'Itàlia de 1926
El Giro d'Itàlia de 1926 fou la catorzena edició del Giro d'Itàlia i es disputà entre 15 de maig i el 6 de juny de 1926, amb un recorregut de 3.429 km distribuïts en 12 etapes. 203 ciclistes, tots italians, hi van prendre part, acabant-la 40 d'ells. L'inici i final de la cursa fou a Milà.
En la primera etapa Alfredo Binda pateix una caiguda que li fa perdre un temps molt important respecte al seu company d'equip Giovanni Brunero, cosa que fa que passi a ajudar-lo a aconseguir la victòria. Costante Girardengo es veu obligat a abandonar en el decurs de la 7a etapa, quan era líder de la classificació general. Això posa en safata la victòria de Giovanni Brunero, el qual estarà acompanyat al podi per Alfredo Binda i Arturo Bresciani. Amb aquesta victòria Brunero es converteix en el primer ciclista a guanyar tres edicions del Giro d'Itàlia.

## Classificació general
| Classificació General                  | Classificació General    | Classificació General | Classificació General |
| Pos.                                   | Ciclista                 | Temps                 |                       |
| -------------------------------------- | ------------------------ | --------------------- | --------------------- |
| 1                                      | Giovanni Brunero (ITA)   | 137h 55' 59"          |                       |
| 2                                      | Alfredo Binda (ITA)      | + 15' 28"             |                       |
| 3                                      | Arturo Bresciani (ITA)   | + 54' 41"             |                       |
| 4                                      | Ermanno Vallazza (ITA)   | + 1h 11' 38"          |                       |
| 5                                      | Giuseppe Enrici (ITA)    | + 1h 15' 57"          |                       |
| 6                                      | Pietro Bestetti (ITA)    | + 1h 26' 00"          |                       |
| 7                                      | Gianbattista Gilli (ITA) | + 2h 02' 52"          |                       |
| 8                                      | Angelo Gremo (ITA)       | + 3h 16' 58"          |                       |
| 9                                      | Michele Robotti (ITA)    | + 3h 41' 39"          |                       |
| 10                                     | Ezio Cortesia (ITA)      | + 3h 59' 18"          |                       |
| 203 participants, 40 acabaren la cursa |                          |                       |                       |

## Etapes
| Etapa | Data       | Recorregut         | Km  | Vencedor d'etapa          | Líder de la general       |
| ----- | ---------- | ------------------ | --- | ------------------------- | ------------------------- |
| 1a    | 15 de maig | Milà – Torí        | 275 | Domenico Piemontesi (ITA) | Domenico Piemontesi (ITA) |
| 2a    | 17 de maig | Torí - Gènova      | 250 | Domenico Piemontesi (ITA) | Domenico Piemontesi (ITA) |
| 3a    | 19 de maig | Gènova - Florència | 312 | Alfredo Binda (ITA)       | Domenico Piemontesi (ITA) |
| 4a    | 21 de maig | Florència - Roma   | 287 | Costante Girardengo (ITA) | Costante Girardengo (ITA) |
| 5a    | 23 de maig | Roma - Nàpols      | 232 | Costante Girardengo (ITA) | Costante Girardengo (ITA) |
| 6a    | 25 de maig | Nàpols - Foggia    | 262 | Alfredo Binda (ITA)       | Costante Girardengo (ITA) |
| 7a    | 27 de maig | Foggia - Sulmona   | 250 | Alfredo Binda (ITA)       | Giovanni Brunero (ITA)    |
| 8a    | 29 de maig | Sulmona - Terni    | 266 | Giovanni Brunero (ITA)    | Giovanni Brunero (ITA)    |
| 9a    | 31 de maig | Terni - Bolonya    | 357 | Alfredo Binda (ITA)       | Giovanni Brunero (ITA)    |
| 10a   | 2 de juny  | Bolonya - Udine    | 355 | Pierino Bestetti (ITA)    | Giovanni Brunero (ITA)    |
| 11a   | 4 de juny  | Udine - Verona     | 291 | Alfredo Binda (ITA)       | Giovanni Brunero (ITA)    |
| 12a   | 6 de juny  | Verona - Milà      | 288 | Alfredo Binda (ITA)       | Giovanni Brunero (ITA)    |